# Neolophonotus rhodesii
Neolophonotus rhodesii là một loài ruồi trong họ Asilidae. Neolophonotus rhodesii được Ricardo miêu tả năm 1920. Loài này phân bố ở vùng nhiệt đới châu Phi.